# صمصامی
صمصامی شهری از توابع شهرستان کوهرنگ در استان چهارمحال و بختیاری است.
صمصامی دارای دو رودخانه بزرگ به نام کوفی و دزداران می‌باشد. نام این شهر از صَمصام‌السلطنه یکی از سران ایل بختیاری که پس از انقلاب مشروطه، دو دوره رئیس‌الوزرای ایران بود گرفته شده است.

## مردم
مردم شهر صمصامی به گویش بختیاری سخن می‌گویند و اغلب از طایفه گندلی باب دورکی هستند.

## جمعیت
بنا بر سرشماری سازمان نفوس و مسکن جمعیت شهر صمصامی ۲،۲۰۳ نفر (۱۳۹۵) می باشد
مردم این شهر بیشتر به شغل کشاورزی و دامداری مشغول هستند و یکی از منابع زیبای گردشگری و چهار فصل در استان چهارمحال و بختیاری ست 